# Sven Lüscher
Sven Lüscher (* 5. März 1984) ist ein ehemaliger Schweizer Fussballspieler und heutiger -trainer, der als Flügelspieler eingesetzt wurde. Zuletzt spielte er für den FC Aarau. Seit 2018 ist er als Trainer tätig, zuletzt beim FC Linth 04.

## Karriere

### Spieler
Lüscher begann seine Karriere 2001 beim FC Aarau, wechselte 2004 zum SC Zofingen, 2006 zum SC Kriens und im Sommer 2008 schliesslich zum Erstligisten BSC Young Boys, bei dem er den Vertrag aber nach wenigen Einsätzen Ende Januar 2009 auflöste. Danach spielte er für den FC Winterthur. Im Januar 2013 gab der FC Aarau die erneute Verpflichtung Lüschers bekannt. Im Sommer 2027 beendete Lüscher seine Profikarriere.

### Trainer
Lüscher begann seine Trainerlaufbahn 2018 bei Juniorenmannschaften des FC Aarau und übernahm 2022 den Cheftrainerposten des SC Kriens. Seit August 2024 war er Cheftrainer des in der viertklassigen 1. Liga Classic spielenden FC Linth 04, den er im November 2024 verliess, nachdem er ein Angebot des FC Zürich für das Traineramt der U19-Mannschaft angenommen hatte.